# Rue Hippolyte-Durand-Gasselin
La rue Hippolyte-Durand-Gasselin est une voie de Nantes, en France.

## Situation et accès
Située dans le centre-ville de Nantes, la rue Hippolyte-Durand-Gasselin, qui relie la place Jean-V à la rue Montesquieu, est bitumée et ouverte à la circulation automobile. Sur son tracé, elle ne rencontre aucune autre voie.

## Origine du nom
Elle rend hommage à Hippolyte Durand-Gasselin, fils de l'architecte Hippolyte Durand-Gasselin qui a construit le passage Pommeraye. Banquier et directeur d'une usine de produits chimiques et d'engrais, il devient, en 1895, l'exécuteur testamentaire de Thomas Dobrée.

## Historique
Les noms successifs portés par cette artère s'explique par le fait qu'elle accueillit les religieuses dominicaines de Sainte-Catherine, qui s’établirent, en 1694, avec la permission de la Ville dans une chapelle dédiée à Saint Gabriel. Puis, des moines irlandais réfugiés en Bretagne les remplacèrent afin d'y s'installer leur séminaire qu'il quittèrent définitivement à la Révolution pour la rue du Chapeau-Rouge. Le nom de « rue Jean-V » qu'elle porta dès à partir de 1899 est dû à la présence du manoir de Jean V (ou « manoir de la Touche ») dans lequel mourut le duc Jean V, le 29 août 1442.
La voie s'est appelée « rue des Catherinettes » (ou Cathelinettes), « rue des Irlandais », et « rue Jean-V ». Sa dénomination actuelle lui a été attribuée à la suite d'une délibération du conseil municipal du 2 mars 1931.

## Bâtiments remarquables et lieux de mémoire
L'ouest de la rue est bordé par l'ancienne propriété de Thomas Dobrée (1810-1895), qui abrite outre le manoir Jean V, le palais qu'il avait fait construire en 1862 pour abriter ses collections devenue depuis le musée départemental Thomas-Dobrée.